# Закон Брэйди
Закон Брэйди (англ. Brady Handgun Violence Prevention Act) — закон США, принятый Конгрессом 30 ноября 1993 года, и который санкционировал федеральную проверку личных данных покупателей огнестрельного оружия в Соединённых Штатах. Поводом к принятию «Закона Брэди» стало покушение на президента Рейгана. Двадцать три года назад в этот день (четверг) Сенат США одобрил «Законопроект Брэди», устанавливающий 5-дневный срок ожидания при продаже ручного огнестрельного оружия.
Принятию закона способствовало вооруженное покушение в 1981 году на президента страны Рональда Рейгана, во время которого серьёзные огнестрельные ранения получил его пресс-секретарь Джеймс Брэди. Его парализовало, и до конца своих дней он оставался прикован к инвалидной коляске.
Закон был подписан президентом США Биллом Клинтоном 30 ноября 1993 года.